# Maria Popescu
Mari(oar)a Popescu, auch Popesco (* 4. September 1919 in Bukarest; † 3. November 2004 im Kanton Wallis) war Opfer eines Schweizer Justizskandals. Manche sehen ihr Beispiel als charakteristisch für die Verflechtungen maskuliner Vorstellungen von weiblicher Subjektivität und ihren Einfluss auf soziale Praktiken, in diesem Fall die Objektivität der Rechtsprechung.

## Leben vor dem Prozess
Maria Popescu wuchs in Rumänien als Tochter eines Ölmagnaten auf, ihre Mutter stammte aus alter rumänischer Familie. 1942 gelangte sie in die Schweiz, zusammen mit ihrem Mann, dem Sohn des rumänischen Politikers und Zeitungsverlegers Stelian Popescu, den sie gegen den Willen ihres Vaters geheiratet hatte. Sie lebte zunächst in Bern, dann in Genf und verkehrte weiterhin in der Gesellschaft von Wohlhabenden auf internationalem Niveau, die von den Verwerfungen und Nöten des Zweiten Weltkrieges unberührt waren.

## Prozess und Folgen
Popescu wurde 1945 in Genf verhaftet und des Giftmordes an ihrer Schwiegermutter Lelia Popescu (gestorben am 26. Juni 1945) und ihrem Zimmermädchen Lina Mory (gestorben am 25. Juli 1945) sowie des Giftmordversuches an ihrem Schwiegervater Stelian Popescu (ehemaliger Justizminister Carols) angeklagt. Der Gerichtsmediziner François Naville trug als „zerstreuter Professor“ maßgeblich zu ihrer Anklage bei. Nach einem für Schweizer Verhältnisse spektakulären Prozess, in dem ihre Schuld nicht eindeutig bewiesen werden konnte, wurde sie zu lebenslänglicher Haft verurteilt. Die Anklage vertrat der Genfer Generalstaatsanwalt Charles Cornu.
Popescu verbrachte die Zeit im Gefängnis Saint-Antoine in Genf, in der Vollzugsanstalt Hindelbank und in zwei weiteren Anstalten. 1950 und 1953 erreichte sie Revisionen des Verfahrens, wurde aber abgewiesen. 1957 wurde sie auf Drängen von Yves Maître, des späteren Gegners von Pierre Jaccoud, durch den Genfer Grossen Rat begnadigt. Im Geleitwort zu ihrer Biografie schrieb der Verleger Paul Haupt: Popescu erlebte die „nackte … brutale Wirklichkeit […] unserer geordneten Verhältnisse schweizerischer Rechtschaffenheit. Ein Einzelfall? Gewiss“.

## Falsche Indizienkette, zweifelhafte Expertisen
Vor 1945 hatte es in der Geschichte der Rechtsmedizin noch keinen Fall von Veronalvergiftung gegeben, da das sehr bittere, schwer lösliche und daher nicht für eine Injektion geeignete Veronal für Mord nur schlecht geeignet war. Die Anklage gegen Maria Popescu basierte aber auf Veronal. Der Vorwurf lautete, Popescu habe mit Veronal die
- Magd Lina Mory vergiftet
- ihre im Spital an Brustkrebs verstorbene Schwiegermutter vergiftet
- ihren Schwiegervater Stelian Popescu mit den angeblichen Darmgrippetabletten Lacteol, die in Wahrheit Veronal enthielten, vergiften wollen.

Es zeichneten sich keine eindeutigen Mordmotive ab. Als Motiv wurden Erbabsichten angenommen, obwohl solche angesichts der Kinderlosigkeit Maria Popescus nach rumänischem Recht von Anfang an aussichtslos waren. Anton Gordonoff legte 1953 dar, dass die Magd, die Schwiegermutter und der Schwiegervater regelmäßig das damals weit verbreitete Schlafmittel Quadronox, welches hauptsächlich aus Veronal bestand, zu sich nahmen. Er wies somit nachträglich nach, dass der Nachweis von Veronal in den vermeintlichen Opfern kein Mordbeweis war.

### Vermeintlicher Mordversuch an Stelian Popescu
Am 25. Juli 1945 reichte Stelian Popescu in Genf Klage gegen seine Schwiegertochter Maria ein. Sie habe versucht, ihn mit angeblichen Darmgrippetabletten Lacteol, die in Wirklichkeit „Veronal“ enthielten, zu vergiften. Auf Marias Rat hin habe er am 13. Juli nach dem Mittagessen fünf der Tabletten zu sich genommen. Am Nachmittag habe er noch einige Verabredungen eingehalten und habe mit gutem Appetit zu Nacht gegessen, doch dann hätte sich eine merkwürdige Ermüdung eingestellt und er ließ den Arzt Dr. „M.“ kommen. Diesem teilte er dann seinen Verdacht gegen Maria mit. Der Arzt sah den Zustand des Kranken nicht als alarmierend an und machte nur eine Vitamin-B-Injektion. Auf Wunsch des Patienten wies er diesen dann jedoch in die Klinik ein, wo man im Urin Veronalspuren fand.

### Vermeintlicher Mord an Lina Mory
Am 23. Juli 1945 meldete Maria Popescu selbst der Polizei, die Hausmagd Lina Mory liege stöhnend in ihrem verschlossenen Zimmer. Man fand Mory sterbend, mit oberflächlichen Schnittverletzungen am rechten Handgelenk, die von einer Rasierklinge herrührten, die auf dem Teppich gefunden wurde. Die Ermittler vergaßen die Fingerabdrücke auf der Klinge zu nehmen. Lina Mory war Linkshänderin, und der Schlüssel steckte an der Innentüre – Hinweise auf Selbstmord – aber dies interessierte die Ermittler nicht, da man erneut Veronalspuren in Linas Urin fand. Lina Mory litt an Depressionen, ihr Vater war Alkoholiker. Aus einem Brief eines Rumänen, der vor Gericht nur „schubladisiert“ wurde, fand man zudem heraus, dass Lina damals schwanger war, wobei Maria Popescus Mann womöglich der Vater war. Von einer Pariser Mätresse hatte er vermutlich bereits ein uneheliches Kind.

### Vermeintlicher Mord an der Gattin von Stelian Popescu
Zudem wurde die kurz vorher im Spital an Brustkrebs verstorbene Schwiegermutter Maria Popescus exhumiert. Wieder wurden Veronalspuren in ihrem Urin gefunden. Es fand sich zunächst kein Motiv, warum Maria Popescu den Tod ihrer sterbenden Schwiegermutter hätte beschleunigen sollen. Es fand sich eine Krankenschwester („S.“), die es als wahrscheinlich ansah, Maria habe ihrer Schwiegermutter während eines Besuchs im Spital Gift in die Vene gespritzt, weil die Transfusionsnadel danach verschoben gewesen sei. François Naville, welcher diese Beschuldigung aufgriff, übersah, dass Veronal unlöslich und deshalb gar nicht injizierbar gewesen wäre. Zudem hätte man in einem solchen Fall das Gift einfach der Infusion beimischen können. Die Injektionsspritze, die „Mordwaffe“, wurde nicht gefunden. Diese Umstände wurden von den Geschworenen nicht berücksichtigt.

## Rezeption
Ein historisches Projekt der Universität Basel hat sich damit beschäftigt, welche Vorstellungen über die „delinquente Frau“ in der Vergangenheit „verbreitet waren und wie die Erwartungen an eine ‚normale Weiblichkeit‘ aussahen“:
„Popescu, die nach eigenen Worten oft als «besonders verwerfliche und gefährliche Frau» porträtiert wurde, ist kein Einzelfall. Die Porträtierungen delinquenter Frauen legen meist die Verflechtungen offen von den Vorstellungen von weiblicher Subjektivität und von normalisierenden Festschreibungspraktiken.“

## Autobiografie
- Deutsch: Von Mittwoch bis Mittwoch. Übersetzung von Bee Juker. Verlag Paul Haupt, 221 Seiten, Bern 1961
- Französisch: Entre deux mercredis. Verlag Éditions de la Baconnière, 1961. 247 Seiten.
- Rumänisch: Între două miercuri. Verlag Corint, Übersetzung von Rodica Vintilă. 251 Seiten 2018, ISBN 978-606-793-390-1

## Sekundärliteratur
- Jean-Noël Cuénod: De l'Assassinat de Sissi à l'Acquittement de Mikhaïlov, Un siècle de Procès à Genève. Tribune de Genève, 1999.
- Yolanda Eminescu: Din Istoria Marilor Procese. Junimea, Iasi 1992.
- Jacques Antoine, Pierre Bellemare: Les Dossiers Extraordinaires de Pierre Bellemare. Fayard, 1976.
- William Matthey-Claudet: Une erreur judiciaire? L' Affaire Popesco. Selbstverlag, 1947.